# 高鰭刺尾魚
高鰭刺尾魚（学名：Zebrasoma veliferum），又稱高鰭刺尾鯛，俗名粗皮魚、大帆倒吊、太平洋帆吊，是輻鰭魚綱鱸形目刺尾魚亞目刺尾鱼科的一種，於1795年首次被德國博物學家Marcus Elieser Bloch正式描述為Acanthurus velifer，1801年Bloch和Schneider中將其模式產地命名為Tranquebar。當William Swainson於1839年提出新屬Zebrasoma時，他將Acanthurus velifer列為該屬中唯一的物種，因此它是Zebrasoma單型的模式種。

## 分布
本魚分布於印度太平洋區，包括東非、紅海、馬達加斯加、模里西斯、留尼旺、葛摩、塞席爾、馬爾地夫、斯里蘭卡、安達曼群島、印度、日本、中國沿海、台灣、菲律賓、馬來西亞、印尼、新幾內亞、泰國、澳洲、豪勳爵島、聖誕島、新喀里多尼亞、馬里亞納群島、馬紹爾群島、帛琉、密克羅尼西亞、索羅門群島、斐濟群島、萬那杜、諾魯、夏威夷群島法屬玻里尼西亞、吉里巴斯、吐瓦魯、復活節島、東加、美屬薩摩亞等海域。

## 深度
水深0至30公尺。

## 特徵
本魚體呈卵圓形而側扁。口小，端位，上下頜齒較大，齒固定不可動，扁平，邊緣具缺刻。體色具變異，由深橄欖棕色到幾乎全黑，雜有暗黃色之垂直窄斑紋及較寬的白色斑紋。頭部色白，佈暗黃色斑點，一條深棕色垂直斑紋橫過眼睛。臀鰭及背鰭與體同色，具有捲曲環狀的白色窄斑紋。尾鰭棕色佈滿暗黃色小斑點。背鰭硬棘4至5枚、背鰭軟條29至33枚、臀鰭硬棘3枚、臀鰭軟條23至26枚幼魚看起來與成魚相似，但顏色較黃。體長可達40公分。

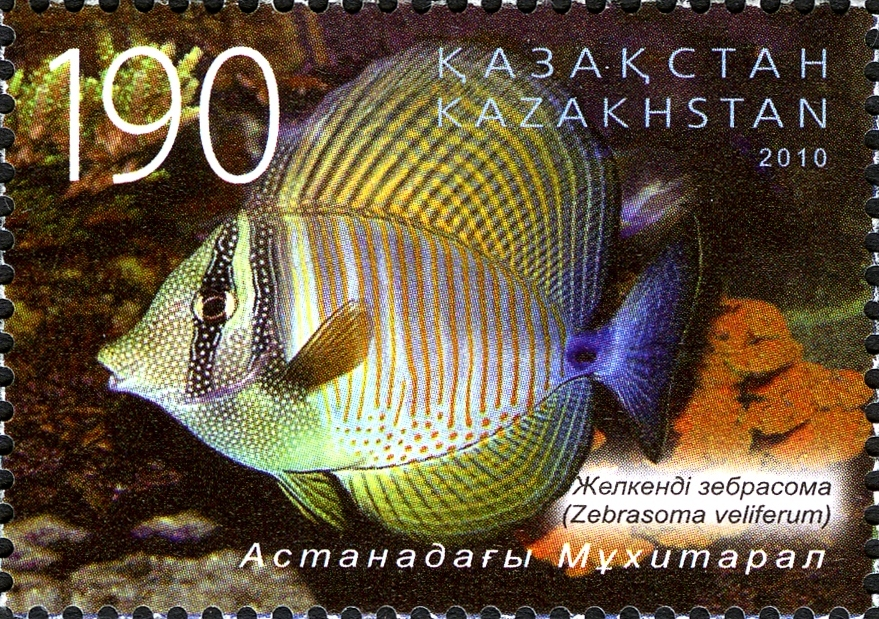
哈薩克郵票

## 生態
本魚棲息於礁湖或向海礁坡上。幼魚通常單獨在水較混濁的淺水礁石區或石縫等有隱藏處活動。以底棲動物及藻類為食。

## 經濟利用
可食用，具觀賞價值，食用時，可先以薑絲煎半熟，在加些蔥及味增，即成美味之味增湯。

## 扩展阅读
維基物種上的相關：高鳍刺尾鱼